# Лохен
Лохен (нем. Lochen) — коммуна (нем. Gemeinde) в Австрии, в федеральной земле Верхняя Австрия.
Входит в состав округа Браунау-на-Инне.  Население составляет 2317 человек (на 15 мая 2001 года). Занимает площадь 33,3 км².

## Политическая ситуация
Бургомистр коммуны — Йохан Швайберер (АНП) по результатам выборов 2003 года.
Совет представителей коммуны (нем. Gemeinderat) состоит из 25 мест.
- АНП занимает 15 мест.
- СДПА занимает 8 мест.
- АПС занимает 2 места.